# Gruta do Impossível
A Gruta do Impossível é uma caverna localizada na cidade brasileira de Palmeiras, na região central da Chapada Diamantina, no estado da Bahia.
É uma lapa parcialmente inundada em que a entrada possui uma dolina de colapso, comum nas cavernas de Iraquara, que "são caracterizadas por passagens secas ou drenadas por cursos d'água intermitentes" mas com registros, como é o caso do sistema que integra a gruta do Ioiô com a Impossível, de lagos e rios em seu interior que, num declive ali de 500 metros, flui para o rio Santo Antônio.
Possui uma extensão de 4 800 metros, conforme medição realizada pelo Grupo Bambuí.